# Слатина Тимиш
 Тази статия е за селото в Румъния.  За общината вижте Слатина Тимиш (община).  
Слатина Тимиш (на румънски: Slatina-Timiş) е село в югозападна Румъния, административен център на община Слатина Тимиш в окръг Караш-Северин. Населението му е около 1700 души (2011).
Разположено е на 299 метра надморска височина в долината на река Тимиш, на 31 километра източно от Решица и на 100 километра югоизточно от Тимишоара. Селището е създадено през 1526 година от преселници карашовени, като и в наши дни много местни жители смятат произхода си за български. Днес почти цялото население говори румънски и се самоопределя като румънци, като има значителен брой католици.